# Vangjel Meksi
Vangjel Meksi (1770-1821) fue un médico, escritor, gramático y traductor albanés. Siendo médico personal de Alí, el gobernante albanés del pashalik de Yanina, Meksi produjo su primera traducción del Nuevo Testamento en albanés con la ayuda y patrocinio de la British and Foreign Bible Society. Meksi no vivió para ver la publicación de su obra; sin embargo, esta fue supervisada por Gregorio IV de Atenas. Como miembro de la Filikí Etería, una sociedad secreta cuyo propósito era crear un Estado griego independiente, Meksi se unió a los griegos en el asedio de Tripolizza durante su guerra de independencia contra el Imperio otomano y falleció poco tiempo después.
Además de su aporte para los cristianos albaneses que pudieron leer por primera vez los evangelios en su propia lengua, la obra de Meksi avanzó en el estudio del albanés escrito y, en particular, siguió la labor de los lingüísticas y filólogos del siglo XIX, tales como Joseph Ritter von Xylander, August Schleicher y Johann Georg von Hahn. Sus estudios del idioma albanés fueron influenciados de manera significativa por la traducción de la Biblia de Meksi.

## Primeros años y estudios
Meksi nació en 1770 en Labovë, una aldea cerca de Gjirokastër, y siguió estudios secundarios en Yanina, luego un centro provincial importante del Imperio otomano (actualmente en Grecia). Su primer empleo fue como asistente de Alí Pashá de Yánina, un cargo que mantuvo hasta 1803. Gracias a una carta de recomendación de Alí, Meksi fue admitido en la Universidad de Nápoles en Italia, donde estudio medicina bajo la supervisión del Dr. Nicola Acuto y practicó en un hospital administrado por la parroquia de San Giovanni a Carbonara. Tras completar sus estudios en 1808, Meksi regresó a Yanina y sirvió una vez más en la corte de Alí, esta vez como uno de sus cuatro médicos personales. Sus colegas fueron el Dr. Metaxa, (graduado en la Universidad de París), Dr. Saqeralliu (graduado en la Universidad de Viena) y el Dr. Loukas Vagias, (hermano de Thanasis Vagias, graduado de la Universidad de Leipzig).

## Actividad como filólogo
Tras perder el favor de Alí Pashá de Yánina por razones desconocidas, Meksi abandonó su corte en 1810 para viajar alrededor de Europa. Durante una breve estadía en Venecia, empezó a desarrollar un interés en el alfabeto y gramática albanesa. Publicó dos traducciones al albanés durante 1814, ambas perdidas, siendo una de ellas una obra religiosa del abad Claude Fleury (1640–1723).
Meksi también escribió una gramática del idioma albanés en esa lengua. También se ha perdido esta obra, pero es mencionada en muchas cartas que informan sobre el trabajo de Meksi como un filólogo albanés escrito por Robert Pinkerton a sus superiores en la British and Foreign Bible Society (BFBS), que posteriormente patrocinó la traducción del Nuevo Testamento al albanés. La obra debe haber sido escrita antes de 1819 y puede haber sido la primera o segunda gramática albanesa, después de la producida por Jan Evstrat Vithkuqari; aunque se desconoce cuál fue publicada primero.
En este período, Meksi también creó un nuevo alfabeto albanés, que racionalizó y consolidó diferentes alfabetos preexistentes, por medio de una mezcla de caracteres griegos y latinos. Utilizó su nuevo alfabeto para escribir un libro que tituló Ortografía de la lengua albanesa, (en albanés: Drejtshkrimi i gjuhës shqipe).

## Traducción del Nuevo Testamento
Pinkerton, quien era el representante de la British and Foreign Bible Society (BFBS) en Moscú, había conocido en 1816 a una comunidad de albaneses en Viena, entonces capital del Imperio austríaco. Estos contactos le aseguraron que era posible realizar una traducción del Nuevo Testamento al albanés En una carta a sus superiores de la BFBS, fechada el 28 de agosto de 1816, Pinkerton escribió que la nación albanesa ocupaba una gran parte de la antigua Iliria, que hablaban una lengua completamente diferente de las eslavas, el turco, griego y latín, y que los ortodoxos albaneses recitaban la misa en griego, un idioma que los creyentes e incluso algunos de los sacerdotes no comprendían. Según Pinkerton, la traducción podía ser realizada por uno o varios albaneses de las islas Jónicas bajo la supervisión de un obispo albanés.
En 1819, presuntamente con la aprobación de sus superiores en la BFBS, Pinkerton se reunió con Meksi en Estambul. Para entonces, Meksi era un profesor en Serres (Macedonia) y había sido recomendado a Pinkerton debido a su libro de gramática albanesa. Pinkerton también relata en una de sus cartas a la BFBS que Meksi era bien considerado por la comunidad albanesa, la Iglesia ortodoxa griega y por el patriarca Gregorio V de Constantinopla. Gregorio V, según Pinkerton, también ofreció encontrar a dos clérigos que pudieran asistir a Meksi en su tarea. Finalmente, Pinkerton recomendó que fuera usado el alfabeto griego como el más adecuado para el idioma albanés. El 19 de octubre de 1819, Pinkerton, en representación de la sociedad bíblica, firmó un contrato con Meksi para la traducción del Nuevo Testamento al albanés. Se acordó que la Biblia sería traducida al dialecto albanés de Yanina. Meksi completó el trabajo en dos años, diez meses antes de la fecha límite establecida en el contrato.